# Thisted Bredning
Thisted Bredning är en vik i Danmark. Den ligger i Region Nordjylland, i den nordvästra delen av landet söder om Thisted och är en del av Limfjorden.